# Pharodictyon latum
Pharodictyon latum är en insektsart som beskrevs av Ronald Gordon Fennah 1944. Pharodictyon latum ingår i släktet Pharodictyon och familjen Dictyopharidae. Inga underarter finns listade i Catalogue of Life.